# Forgó László (gépészmérnök)
Forgó László (Budapest, 1907. május 5. – Budapest, 1985. június 24.) Kossuth-díjas (1952) magyar gépészmérnök, a Magyar Tudományos Akadémia tagja, a világhírű Heller–Forgó-hűtőrendszer társfeltalálója.

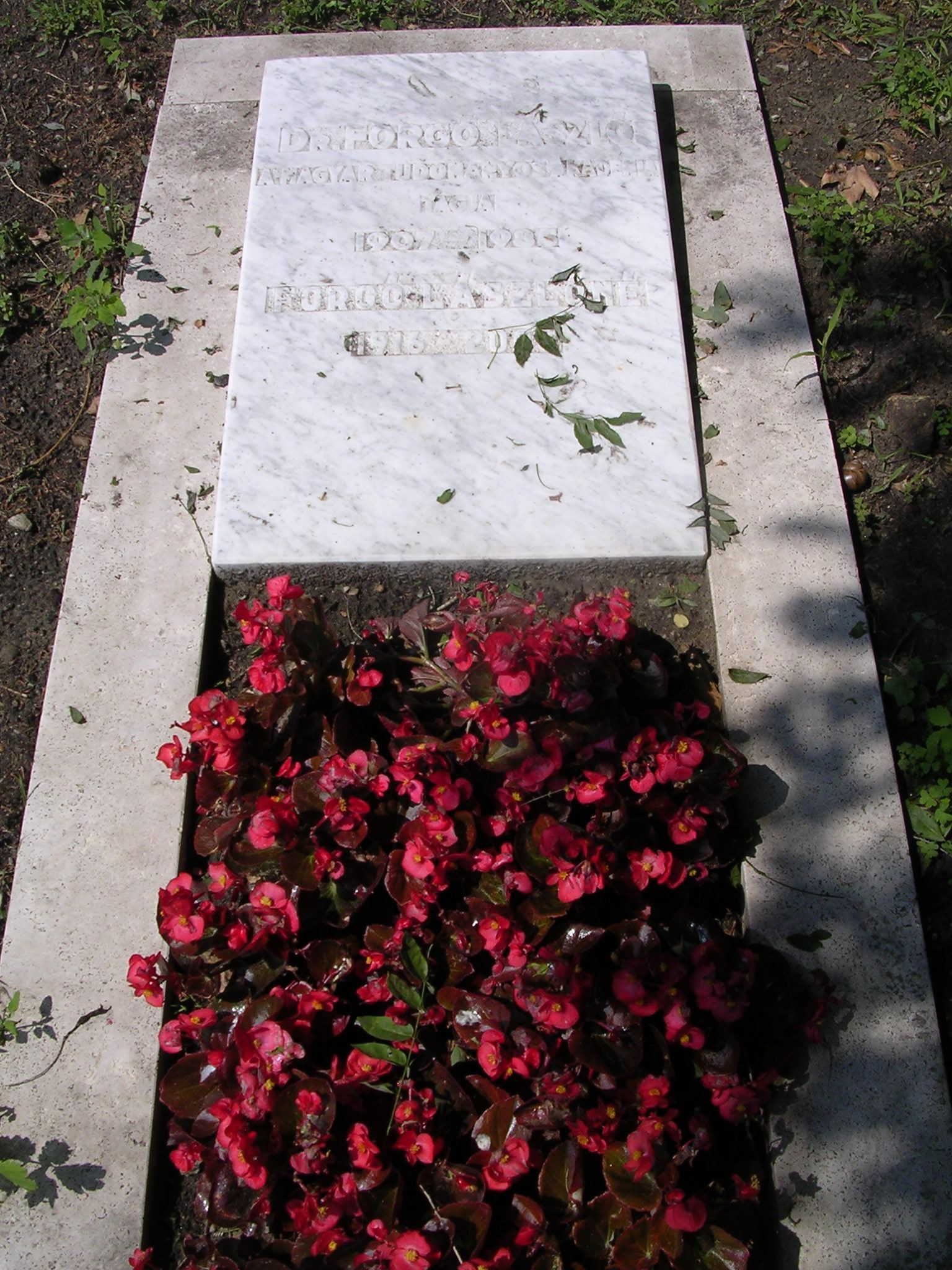
Sírja a Fiumei úti sírkertben (27-D-8, Akadémikusok parcellája)

## Élete
Budapesten született Forgó Oszkár gőzmalmi hivatalnok és Brief Johanna gyermekeként. A zürichi Eidgenössische Technische Hochschule műszaki egyetemen tanult. 1929-ben gépészmérnöki diplomát szerzett. 1929–1931 között itt tanított. Hazatérve a Magyar Radiátorgyár Rt. fejlesztő mérnöke lett. Itt dolgozott tizennyolc évig (1930–1948), főként hőtechnikai gépek és berendezések műszaki fejlesztésén. Első találmányai is itt születtek: az „Invert rostély” című tüzeléstechnikai találmánya magyar és amerikai, a „Sterilizátor” című találmánya magyar és német védelmet nyert. A gyár az ő eredményeit is hasznosító termékeit sikeresen értékesítette a magyar, német és amerikai piacon. Ezután az Iparügyi Minisztériumba került, majd a Hőtechnikai Kutatóintézet igazgatóhelyettese lett 1951–1953 között. Itt fejlesztette ki nagy jelentőségű találmányát, az ún. apróbordás hőcserélőt, és az ehhez szükséges gyártástechnológia kidolgozásában is fontos szerepet játszott. Ezt követően az Energiagazdálkodási Intézet osztályvezetője, később irodavezetője volt.
Első házastársa Róna Katalin Rózsa volt, akit 1935. november 10-én Budapesten vett nőül. Három évvel később kitértek a római katolikus vallásra. Második felesége Milkó Zsuzsanna volt. Gyermekei Forgó Imre és Forgó Gábor.

## Művei
- Erfahrungen mit einer luftgekühlten Kraftwerks-Kondensationsanlage (társszerzővel, Budapest, 1958)
- Újszerű apróbordás hőcserélőkkel elért gyakorlati eredmények (Budapest, 1958)
- Gőzzel fűtött, párhuzamosan kapcsolt csövekből álló hőcserélők légtelenítési problémái (Budapest, 1965)

## Díjai, elismerései
- Kossuth-díj (1952)
- Munka Érdemrend arany fokozata (1973)
- A Magyar Népköztársaság Zászlórendje (1982)